# شركة البث العام (الولايات المتحدة)
شركة البث العام الأمريكي ( CPB ) هي شركة أمريكية غير ربحية تم إنشاؤها في عام 1967 بموجب قانون صادر عن كونغرس الولايات المتحدة وبتمويل من الحكومة الفيدرالية لتعزيز ومساعدة دعم البث العام . تتمثل مهمة الشركة في ضمان الوصول الشامل إلى خدمات المحتوى والاتصالات غير التجارية وعالية الجودة. وتقوم بذلك عن طريق توزيع أكثر من 70 في المائة من تمويلها على أكثر من 1400 محطة إذاعية وتلفزيونية عامة مملوكة محليًا.

## روابط خارجية
- الموقع الرسمي لشركة البث العامة
- البيانات المالية الرسمية للـ CPB ، بما في ذلك تاريخ المخصصات الفيدرالية للصندوق العام
- بيان مجلس إدارة بنك الشعب الصيني بشأن استقالة توملينسون[وصلة مكسورة]
- هيئة الإذاعة العامة: التمويل الفيدرالي وقضايا خدمة أبحاث الكونغرس
- الحالية ، صحيفة حول التلفزيون العام والإذاعة في الولايات المتحدة